# Niuafo'ou
Niuafo'ou és l'illa més septentrional del regne de Tonga, al grup Niuas. Situada a 337 km al nord-oest de Vava'u i a 640 km al nord de Tongatapu, és l'illa més remota de Tonga i es troba més a prop de Samoa i Fiji.

## Geografia
L'illa és una caldera volcànica amb la vora per sobre dels 120 m d'alt, i amb una altitud màxima de 250 m a Mokotu. El litoral és rocós i costerut amb poques platges i sense un lloc fàcil per desembarcar.
La caldera forma una anella de 8 km de diàmetre que envolta dos llacs. El més gran, Vai Lahi, és el llac del cràter de 4 km d'ample, 23 m per damunt el nivell del mar i 84 m de profunditat. Vai Lahi està separat del Vai Mata'aho, més petit, per un paisatge desolat de bancs de sorra. El fons del llac es troba a 60 °C.
El volcà és actiu amb vuit erupcions registrades al segle xx. A més, es troba en la regió dels ciclons. Actualment Niuafo'ou és habitada amb una població de 735 habitants al cens del 1996.

## Història
Niuafo'ou va ser descoberta pels holandesos Le Maire i Schouten, el 1616. Com que estaven molt necessitats d'aigua i queviures la van anomenar Goede Hoop, 'Bona Esperança', però es van trobar amb un litoral de roca negre inaccessible i només van aconseguir intercanviar quatre peixos.
El volcà ha estat actiu durant molts anys. Al segle xix es van registrar erupcions els anys 1814, 1853, 1867, 1886 i 1887. L'erupció del 1853 va destruir el poble de 'Ahau, matant 25 persones. La lava de les erupcions del 1912 i del 1929 va destruir el poble de Futu, inutilitzant l'únic port, i cremant tota la vegetació de la part occidental de l'illa. Unes altres erupcions ocorrien els anys 1935, 1936, 1943 i 1946. L'erupció de 1946 va ser especialment violenta i el desembre de 1946, els 1.300 habitants de Niuafo'ou van ser evacuats i reinstal·lats a l'illa de 'Eua. No va ser fins al 1958 que es va permetre retornar als primers grups d'habitants, però l'any següent tornava a entrar en erupció. L'última és del 1985.
Niuafo'ou ha estat també coneguda com a Tin Can Island, 'illa del Pot de Llauna'. Com que no té ni un port natural ni un moll, s'usava un mètode poc convencional per les comunicacions postals: el correu en llauna. El correu se segellava en una llauna de galetes i es llançava per la borda des dels vaixells de pas. Després els nedadors el recuperaven. El correu en llauna nedant va funcionar des de final del segle xix fins al 1931 quan un tauró va matar un empleat de correus.
| Portal:Polinèsia | Illes de Tonga                                                                                  | Illes de Tonga                                                                                  | Bandera de Tonga                                                                                |
| Grup Niuas:      | Niuafoʻou \| Niuatoputapu \| Tafahi                                                             | Niuafoʻou \| Niuatoputapu \| Tafahi                                                             | Niuafoʻou \| Niuatoputapu \| Tafahi                                                             |
| Grup Vavaʻu:     | Hunga \| Kapa \| Pangaimotu \| ʻUtungake \| Vavaʻu Volcans: Fonualei \| Late \| Lateiki \| Toku | Hunga \| Kapa \| Pangaimotu \| ʻUtungake \| Vavaʻu Volcans: Fonualei \| Late \| Lateiki \| Toku | Hunga \| Kapa \| Pangaimotu \| ʻUtungake \| Vavaʻu Volcans: Fonualei \| Late \| Lateiki \| Toku |
| Grup Haʻapai:    | Lifuka \| Kotu \| Nomuka Volcans: Fonuafoʻou \| Kao \| Tofua                                    | Lifuka \| Kotu \| Nomuka Volcans: Fonuafoʻou \| Kao \| Tofua                                    | Lifuka \| Kotu \| Nomuka Volcans: Fonuafoʻou \| Kao \| Tofua                                    |
| Grup Tongatapu:  | ʻAta \| ʻEua \| Minerva \| Tongatapu                                                            | ʻAta \| ʻEua \| Minerva \| Tongatapu                                                            | ʻAta \| ʻEua \| Minerva \| Tongatapu                                                            |